# Thomas Forstner
Thomas Forstner (Deutsch-Wagram, 3 dicembre 1969) è un cantante austriaco.
Ha rappresentato l'Austria all'Eurovision Song Contest in due occasioni, nel 1989 e nel 1991. Nella prima occasione si è classificato al 5º posto con il brano Nur ein Lied, mentre due anni dopo è arrivato ultimo facendo il nul points con la canzone Venedig im Regen.